# Okenia luna
Okenia luna Millen, Schrödl, Vargas & Indacochea, 1994 è un mollusco nudibranchio della famiglia Goniodorididae.

## Distribuzione e habitat
Rinvenuta al largo della coste del Perù e del Cile.